# Angela Varnbüler

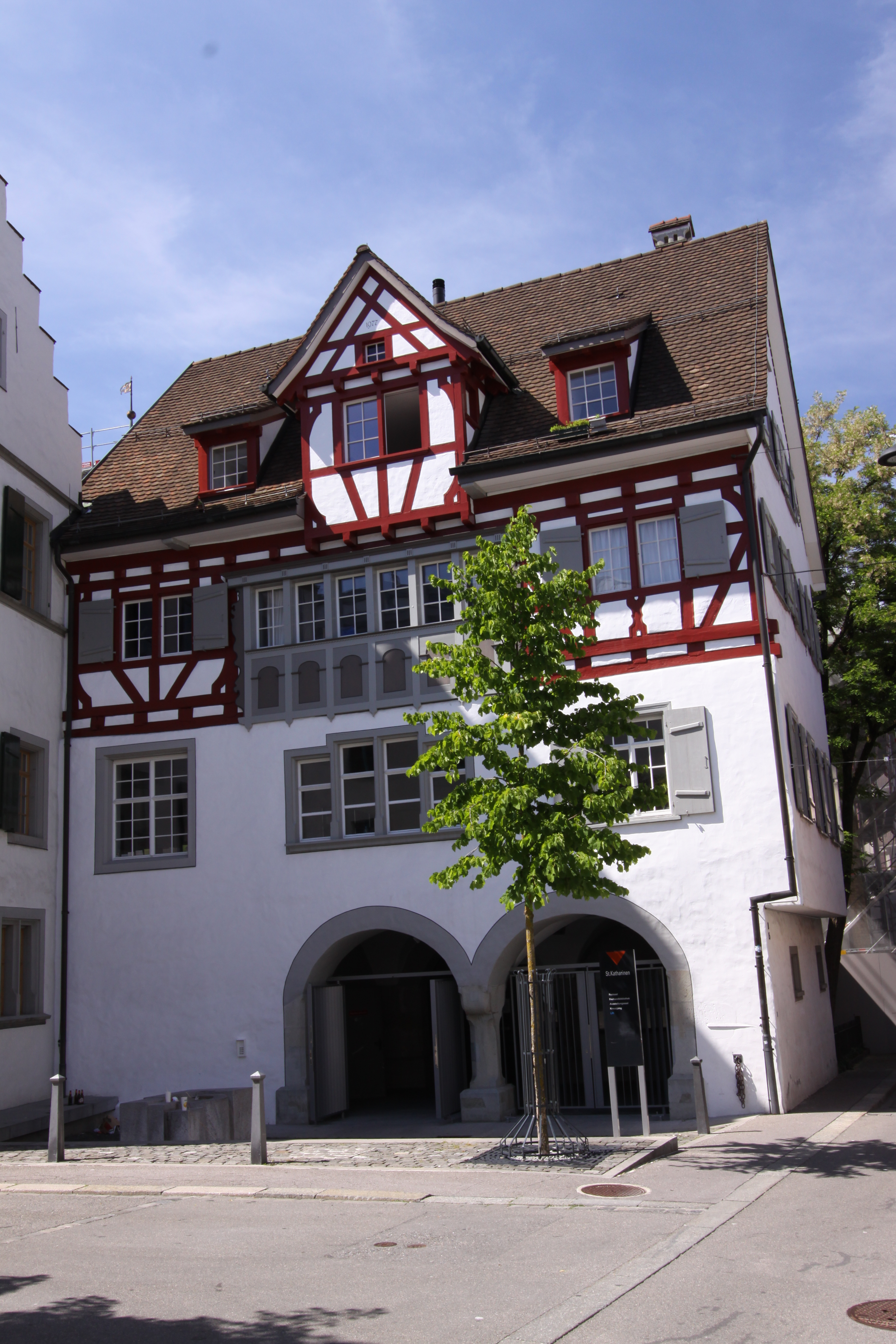
Konventgebäude St. Katharina, St. Gallen, 2011

Angela Varnbüler (oder mit Eigenbezeichnung Engel; * 3. März 1441 in St. Gallen; † 5. März 1509 im Kloster St. Katharina, St. Gallen) war 33 Jahre Priorin im Katharinakloster. Sie war auch als Autorin tätig. Ihre Nachfolgerin wurde Wiborada Zollikofer (1509–1513).

## Leben und Werk
Die Familie Varnbüler ist weit verzweigt und gehörte zu den führenden Bürgergeschlechtern der Stadt. Neben weitläufigen Besitzungen im Rheintal wie beispielsweise auch Schloss Weinstein in Marbach SG besassen sie am Marktplatz das Haus zum Tiger. Ihre Mutter war Margareta Burgauer, ihr Vater Hans Varnbüler war zum Zunftmeister der Schneider berufen worden sowie zum Ratsherrn des Kleinen Rates der Stadt St. Gallen. Ihr älterer Bruder Ulrich war Kriegsführer der Schlacht von Grandson und der bei Murten. Später war auch er Bürgermeister der Stadt. Durch den Rorschacher Klosterbruch und den St. Gallerkrieg legte er sich mit der Stadt St. Gallen an, floh ins Ausland und prozessierte mit ihr bis zu seinem Tod. Ihre jüngere Schwester Barbara trat 1462 in das Kloster ein.
Mit 13 Lebensjahren schloss Angela sich dem Orden an. Bereits ein Jahr später legte sie ihre Gelübde ab. Das Kloster wurde zu dieser Zeit von der Priorin Anna Krumm geleitet, die als reformfreudig galt. Mit 18 Jahren begann Angela gemeinsam mit neun weiteren Konventualinnen, in völliger Armut zu leben, was jedoch zunächst im Kloster nicht durchsetzungsfähig war. Nach dem Tod Annas 1476 wurde Angela zu ihrer Nachfolgerin gewählt. Eine ihrer ersten Amtshandlungen war die Berufung von Johannes Scherl, der zuvor Lektor des Dominikanerkonvents in Eichstätt gewesen war und fortan das Amt des Lesemeisters bekleidete und 19 Jahre im Kloster blieb. Zusammen mit ihm konnte Angela die angestrebten Reformen durchsetzen.
1482 wurde die Klausur eingeführt, und gemeinsam mit Scherl, der Schaffnerin Affra Rugg und Anna Muntprat reiste sie nach Konstanz, um dafür die Zustimmung des Bischofs Otto IV. von Sonnenberg zu erhalten. Angela pflegte zahlreichen Schriftverkehr unter anderem mit der Priorin des Nürnberger Dominikanerinnenklosters, Kunigunda Haller. Diese gab ihr wichtigen Rat in der Umsetzung der von ihr angestrebten Reformen. Auch unter der Nachfolgerin Hallers, Veronika Bernhart, wurde der Schriftwechsel fortgesetzt.
Nach erfolgreicher Erstarkung des Konventlebens setzte sich Angela für die Inkorporation in den Dominikanerorden ein. Zunächst schickte sie 1500 den Lesemeister Sebastina Yll, dann 1502 ihre Neffen Hans Varnbüler vergeblich nach Rom. Grund war als notwendige Voraussetzung die Einwilligung des Bischofs. Ein weiterer Versuch 1512 bei Bischof Hugo von Hohenlandenberg, der ebenfalls erfolglos blieb, wurde mit einer Visitation beantwortet. «Was die Schwestern aus freien Stücken begonnen hatten, stand fortan im Nichtbeachtungsfalle unter Androhung kirchlicher Strafen.» Der Bischof erreichte mit seinem Veto den dauerhaften Ausschluss vom Dominikanerorden.
Nach Mengis stand das Kloster in der Regentschaft Varnbülers auf dem Höhepunkt seiner Wirkmächtigkeit. Dem Konvent gehörten 1482 nach den Aufzeichnungen im Schwesternbuch aus der Hand Elisabeth Muntprats 40 Konventualinnen, Novizinnen und Laienschwestern an. Nach dem Ableben Angela Varnbülers wurden die sieben Artikel, die Regeln zukünftiger Priorinnen, verschärft, was den Schluss zulässt, dass Angela das Konvent mit harter Hand geführt haben muss. Andreas Rüther nennt sie gar «die übereifrige, gestrenge Herrin von St. Gallen».
Angela begann 1481/82 die Chronik über das Kloster anzulegen, womit sie auch als Schreiberin von Handschriften belegbar ist. Diese Chronik wurde von ihren Nachfolgerinnen Wiborada Zollikofer und Sapientia Wirt (1513–1528) fortgesetzt. Da der grösste Teil von ihrer Hand stammt, gilt sie als Hauptautorin.

## Werke
- St. Gallen, Stiftsbibliothek, Cod. Sang. 991
- St. Gallen, Stiftsbibliothek, Cod. Sang. 1869